# Micraira
Micraira es un género de plantas herbáceas perteneciente a la familia de las poáceas. Es originario de Australia.
Es el único género de la tribu Micraireae.

## Especies
| - Micraira adamsii - Micraira compacta - Micraira dentata - Micraira dunlopii - Micraira inserta - Micraira lazaridis - Micraira multinervia | - Micraira pungens - Micraira spiciforma - Micraira spinifera - Micraira subspicata - Micraira subulifolia - Micraira tenuis - Micraira viscidula |